# Padre Antonius Benko
Padre Antonius Benko (Nascido em Pècs, Hungria, 1920; falecido em 24/11/2013 em Budapeste, Hungria). Entre 1949 e 1951, cursou licenciatura em Psicologia na Universidade Católica de Louvain, na Bélgica. Na mesma instituição, doutorou-se em Psicologia Aplicada. No ano de 1954, fixou residência no Brasil. Em 1957, aceitou o convite para dirigir o Instituto de Psicologia Aplicada, na PUC-Rio, onde ajudou na reestruturação do curso de Psicanálise.

## Contribuições para a psicologia no Brasil
Iniciou sua vida cristã em casa e a continuou no colégio de Jesuítas chamado Colégio Secundário Pius, entre 1930 e 1938. Em 1941, iniciou sua licenciatura em filosofia na Escola Superior dos Jesuítas Húngaros. Em 1944, deu sequência à sua formação, iniciando seu curso em Teologia em Syzeged; porém, a conclusão ocorreu em 1948, em Roma, na Universidade Gregoriana, no mesmo ano em que ordenou-se sacerdote.
Entre 1949 e 1951, Padre Benkö cursou licenciatura em psicologia na Universidade Católica de Louvain, onde também concluiu sua licenciatura em filosofia, e lá, em 1954, realizou seu doutorado, com estudos baseados em candidatos interessados na vida sacerdotal.
Sua chegada ao Brasil ocorreu em 1954. Foi imediatamente encaminhado para Nova Friburgo, RJ, onde naquela época havia um seminário e escola superior para formação dos jovens Jesuítas brasileiros, no qual ele lecionou por três anos Antropologia Filosófica, em latim, pois não falava português. Lecionou também Psicologia Experimental, em francês. Nesta época tentou entrar em contato com psicólogos do Brasil, até que o chamaram para trabalhar na direção do curso de Psicologia na PUC-Rio, em 1957. Lá, ajudou na reestruturação do curso de Psicanálise, encontrando um professor para dar aula da disciplina. Na Europa, Benkö havia tido contato com a Psicanálise, e estudara a concepção de homem, metodologia e entendimento de certos aspectos da infância da teoria de Freud, ampliando assim suas ideias em relação a construção do homem e seus instintos. Foi essa visão ampla que ele levou para a PUC-Rio. Padre Benkö tinha uma grande abertura para várias outras abordagens que surgiam, e foi com esse pensamento, sem temer confrontos, que ele promoveu o Fórum de Psicologia, para reunir as diversas correntes, como Psicologia Experimental, Behaviorismo, Psicanálise, Filosofia e Religião. Ele veio de uma formação Rogeriana e quando chegou ao Brasil não teve receio de buscar implantar outras abordagens. Foi um excelente professor e lecionou o curso de pós-graduação de orientação vocacional, com várias cadeiras de Psicologia e com inovações, como testes e técnicas de entrevistas, onde até então não havia esse leque abrangente da profissão.
No ano de 1961, mais especificamente em 6 de julho, ocorreu o Encontro de Professores de Psicologia. O objetivo desse evento era a produção e geração de textos com focos religiosos para serem publicados em sequência nas revistas de Psicologia Normal e Patológica. Em conjunto com esse trabalho, estiveram, junto com Padre Benkö, Me. Cristina Maria e Enzo Azzi, que participaram no processo de regulamentação, caracterizando formas diferentes de entender a psicologia e a formação da área. Pe. Benkö era autor da parte da definição da psicologia moderna como “aquela que se esforça para compreender o comportamento e a personalidade humana através de estudos e teorias rigorosamente científicas, pretendendo, dessa forma, contribuir ao desabrochar e ao uso mais harmonioso da plenitude das forças humanas”. Também se propôs a discutir um conceito diferente, a concepção espiritualista do homem. Com esse levantamento de uma nova perspectiva, começa uma nova concepção da psicologia moderna, de que não é suficiente ver o homem apenas pelo aspecto espiritual, mas sim sob a percepção do homem integral. Pe. Benkö sugere, como finalidade disso, a conciliação do estudo da teoria psicológica científica juntamente com a espiritualista. Ele julgou que isso seria uma grande colaboração tanto para psicólogos quanto para filósofos. Ele ainda sugeriu que se criassem métodos originais para tais tipos de pesquisa na área.
Pe. Benkö apresentou diferentes psicologias, produzidas em espaços diferentes, como a psicologia francesa (racionalista experimentalista); fenomenologia, existencialismo, holística; psicologia americana: neo-behaviorismo, operacionismo, e positivismo lógico. Pe. Benkö defendia uma psicologia considerando a espiritualidade das pessoas. Sua crença era de que a espiritualidade está presente em todos os aspectos do ser humano, e que é em conciliação com a espiritualidade que se pode compor uma imagem integral de cada pessoa. Entretanto, essa teoria de espiritualidade defendida por ele não impressionou na proposta da Lei 4.119, de agosto de 1962.

## Retorno ao local de origem
Em 1975, retornou à Europa, na intenção de voltar para a Hungria. Impedido de voltar a seu país por ter se naturalizado brasileiro em 1959, ficou na Áustria de 1975 a 1996, quando finalmente conseguiu retornar ao país onde nascera e onde atuou como Professor da Universidade Católica Píter Rázmány até se aposentar. Foi um dos responsáveis pela fundação do Departamento de Psicologia e o pioneiro na regulamentação da profissão do psicólogo no Brasil. Na PUC-Rio, criou o Centro de Orientação Psicopedagógico, origem do SPA (Serviço de Psicologia Aplicada), em 1960; foi um dos construtores do Departamento de Psicologia, fundado em 1963; foi também um dos fundadores, em 1965, do Mestrado em Educação, pioneiro no país e, em 1966, do Mestrado em Psicologia, igualmente pioneiro; fundou e dirigiu o Departamento de Teologia em 1968; foi o grande incentivador para que jovens professores fizessem seus doutorados em excelentes universidades do exterior e ainda um dos principais protagonistas da implantação da Reforma Universitária na PUC-Rio. Padre Antonius Benkö teve mais de 20 livros e artigos publicados.

## Obras Publicadas
1. BENKÖ, Antonius. A orientação educacional e direção da escola secundária. Rio de Janeiro: Ministério da Educação e Cultura, 1961. (Cadernos de Orientação Educacional, 22). Em colaboração. 
2. BENKÖ, Antonius. A orientação educacional no Brasil e a sua relação com a orientação profissional. Boletin Asociación Internacional de Orientación Escolar y Profesional, n. 15, p. 26-28, 1967. 
3. BENKÖ, Antonius. A personalidade do adolescente. Rio de Janeiro: Ministério da Educação e Cultura, 1959. (Cadernos de Orientação Educacional, 18).
4. BENKÖ, Antonius. Aspectos psicológicos da vocação religiosa e sacerdotal, Separatade: Revista de Psicologia Normal e Patológica, n. 7, p. 769-773, 1961. 
5. BENKÖ, Antonius. Aspectos psico-sociais da religiosidade no Estado da Guanabara. Síntese, n. 3, p. 49-103, 1975.
6. BENKÖ, Antonius. Como se tem feito e como deverá ser feito o treinamento de psicólogo clínico? Arquivos Brasileiros de Psicologia Aplicada, n. 22, p. 21-35, [197-].
7. BENKÖ, Antonius. Conveniência e integração da orientação educacional na escola secundária. Rio de Janeiro: Ministério da Educação e Cultura, [195-]. (Cadernos de Orientação Educacional, 11).
8. BENKÖ, Antonius. Dois aspectos da seleção de seminaristas. In: KÖVECSES, G. (Ed.).Vocações sacerdotais e religiosas. Porto Alegre: Paulinas, 1961.
9. BENKÖ, Antonius. Estudo de valores: estudo comparativo entre estudantes norte-americanos e brasileiros. Verbum, n. 24, p. 177-189, 1967.
10. BENKÖ, Antonius. Examen de la motivation. Vie Spirituelle, n. 29, 1954. Supplément.
11. BENKÖ, Antonius. Formação profissional do psicólogo. Boletim de Psicologia, n. 47/50,
p. 75-89, 1964-1965.
12. BENKÖ, Antonius. Inventário Multifásico de Personalidade. Rio de Janeiro: CEPA, [s.d.].
13. BENKÖ, Antonius. Prefácio. In: SAALFELD, L. J. Orientação educacional eaconselhamento. Rio de Janeiro: Agir, 1962.
14. BENKÖ, Antonius. Preparo técnico e condições de estágio. Rio de Janeiro, [195-].(Cadernos de Orientação Educacional, 6).
15. BENKÖ, Antonius. Psicologia da religião. São Paulo: Loyola, 1981.
16. BENKÖ, Antonius. Psicologia moderna e concepção espiritualista do homem. Revista de Psicologia Normal e Patológica, n. 7, p. 627-645, 1961.
17. BENKÖ, Antonius. Psicologia; Vontade. In: ENCICLOPÉDIA BARSA. Rio de Janeiro: Enciclopédia Britânica do Brasil, 1963.
18. BENKÖ, Antonius. Um ensaio de exame psicológico dos seminaristas. Revista de Psicologia Normal e Patológica, n. 2, p. 423-453, 1956.
19. BENKÖ, Antonius. Valores e limites do Teste de Szondi, I. Revista de Psicologia Normal e Patológica, n. 1, p. 302-341, 1955.
20. BENKÖ, Antonius. Valores e limites do Teste de Szondi, II. Revista de Psicologia Normal e Patológica, n. 1, p. 515-562, 1955. 
21. BENKÖ, Antonius. Valores e limites do Teste de Szondi, III. Revista de Psicologia Normal e Patológica, n. 2, p. 218-250, 1956.
22. BENKÖ, Antonius; O’DONNELL, M. L.; SILVEIRA NETO, R. Pseudo-debilidade mental. Revista de Psicologia Normal e Patológica, n. 12, p. 405-412, 1966.

## Referência
1. http://nucleodememoria.vrac.puc-rio.br/entrevista/entrevista-com-padre-benko-sj  
2. http://www.archivioradiovaticana.va/storico/2013/11/27/faleceu_aos_93_anos_pe_benk%C3%B6,_co-respons%C3%A1vel_pela_funda%C3%A7%C3%A3o_do_depto/bra-750592
3. http://pepsic.bvsalud.org/pdf/tp/v17n1/v17n1a11.pdf
4. LANGENBACH, Miriam; BOSCHI, Sandra Maria Azevedo; LOPES, Arlete Garcia; SILVA,
Cristina Gomes; VIEIRA, Marcia Infante. História do I. P. A.: algumas reflexões em
psicologia no Rio de Janeiro. Rio de Janeiro: Departamento de Psicologia. Centro de
Teologia e Ciências Humanas. Pontifícia Universidade Católica do Rio de Janeiro, 1982.
p. 1-54. (Série Estudos – PUC-RJ, O Serviço de Psicologia Aplicada (SPA) da PUC-RJ:
Uma prática em debate, 10).
5. OSUNA, Leandro Vieira. Uma constituição do curso de psicologia da Pontifícia
Universidade Católica do Rio de Janeiro (1953-1979). fev. 1998. Monografia (Curso de
Psicologia) – Curso de Psicologia, Instituto de Psicologia, Centro de Educação e
Humanidades, Universidade do Estado do Rio de Janeiro.